# Аді Баркан
Охад «Аді» Баркан (івр. עדי ברקן; 18 грудня 1983 — 1 листопада 2023) — американський юрист і соціалістичний діяч. Він був співзасновником PAC «Будь героєм» і був організатором Центру народної демократії, де керував кампанією «Набридли». Баркан зіткнувся з сенатором Джеффом Флейком у літаку у 2017 році, просячи його «бути героєм» і проголосувати проти податкового законопроєкту, який загрожував скороченням Medicare, Medicaid і Social Security.
Баркан, у якого у 2016 році діагностували термінальну нейродегенеративну хворобу БАС (також відому як хвороба Лу Геріга) незабаром після народження його сина, був названий «найпотужнішим активістом в Америці» в заголовку 2019 року в журналі Politico. У 2020 році він увійшов до списку 100 найвпливовіших людей світу за версією.

## Життєпис і освіта
Охад Баркан, відомий як Аді, народився в Бостоні, штат Массачусетс, 18 грудня 1983 року в родині іммігрантів з Румунії та Ізраїлю. Його мати, Діана Л. Кормос-Бухвальд, є професором історії науки в Каліфорнійському технологічному інституті, а його батько, Елазар Баркан, є професором міжнародних і громадських відносин у Колумбійському університеті. Баркан виріс спочатку в Кембриджі, штат Массачусетс, потім у Клермонті та Пасадені, штат Каліфорнія, у, за його словами, «світській єврейській родині». Він мав подвійне громадянство США та Ізраїлю.
Баркан відвідував середню школу в Клермонті, де рано зацікавився прогресивним активізмом, таким як боротьба проти законодавства про права геїв. Далі Баркан навчався в Колумбійському коледжі, навчаючись на курсах економістів Джозефа Стігліца та Джеффрі Сакса, і закінчив його з відзнакою у 2006 році Він навчався в Єльській юридичній школі, де здобув ступінь доктора права у 2010 році

## Кар'єра

### Рання кар'єра
Між коледжем і юридичною школою Баркан працював над кампанією демократа Вікторії Уеллс Вулсін, виконуючи обов'язки директора зі зв'язків із довгостроковою та остаточно невдалою спробою Вулсіна отримати місце в Конгресі в сильно республіканському районі Цинциннаті. Після закінчення юридичної школи Баркан жив у Нью-Йорку, де працював над законними правами іммігрантів, а потім працював секретарем судді Шіри Шайндлін в окружному суді Південного округу Нью-Йорка.
Баркан працював у Центрі народної демократії. організація місцевих лівих чиновників через ініціативу Центру «Місцевий прогрес». Він розширив мережу до понад 1000 учасників і допоміг виграти оплачувану відпустку через хворобу в Нью-Йорку у 2013 році та мінімальну зарплату в 15 доларів США в Сіетлі у 2014 році Починаючи з 2012 року, Баркан розробив кампанію Fed Up, також через CPD, щоб відстоювати перед Федеральною резервною системою вплив монетарної політики на людей з низькими доходами. Організація протестів під час щорічних зборів Федеральної резервної системи в Джексон Хоулі, Вайомінг, Fed Up намагалася уповільнити підвищення процентних ставок і ширше змінити структуру управління Федеральною резервною системою; до 2014 року група була включена до порядку денного щорічних зборів. Баркан зустрівся з тодішньою головою Джанет Йеллен і, як повідомляється, вплинув на неї, щоб збільшити пріоритетність мінімізації безробіття в подвійному мандаті Федеральної резервної системи. У HuffPost Даніель Маранс написав, що ці зусилля «були частиною апетиту Баркана брати участь у малоймовірних боях і створювати власні шанси за допомогою суміші химерного ідеалізму та чистої рішучості. І це відображало інституціоналістичний оптимізм, який у деяких вийшов з моди ліві квартали: віра в те, що правий соціальний рух може проникнути навіть у найелітніші інституції країни».

### Адвокація після діагностики БАС

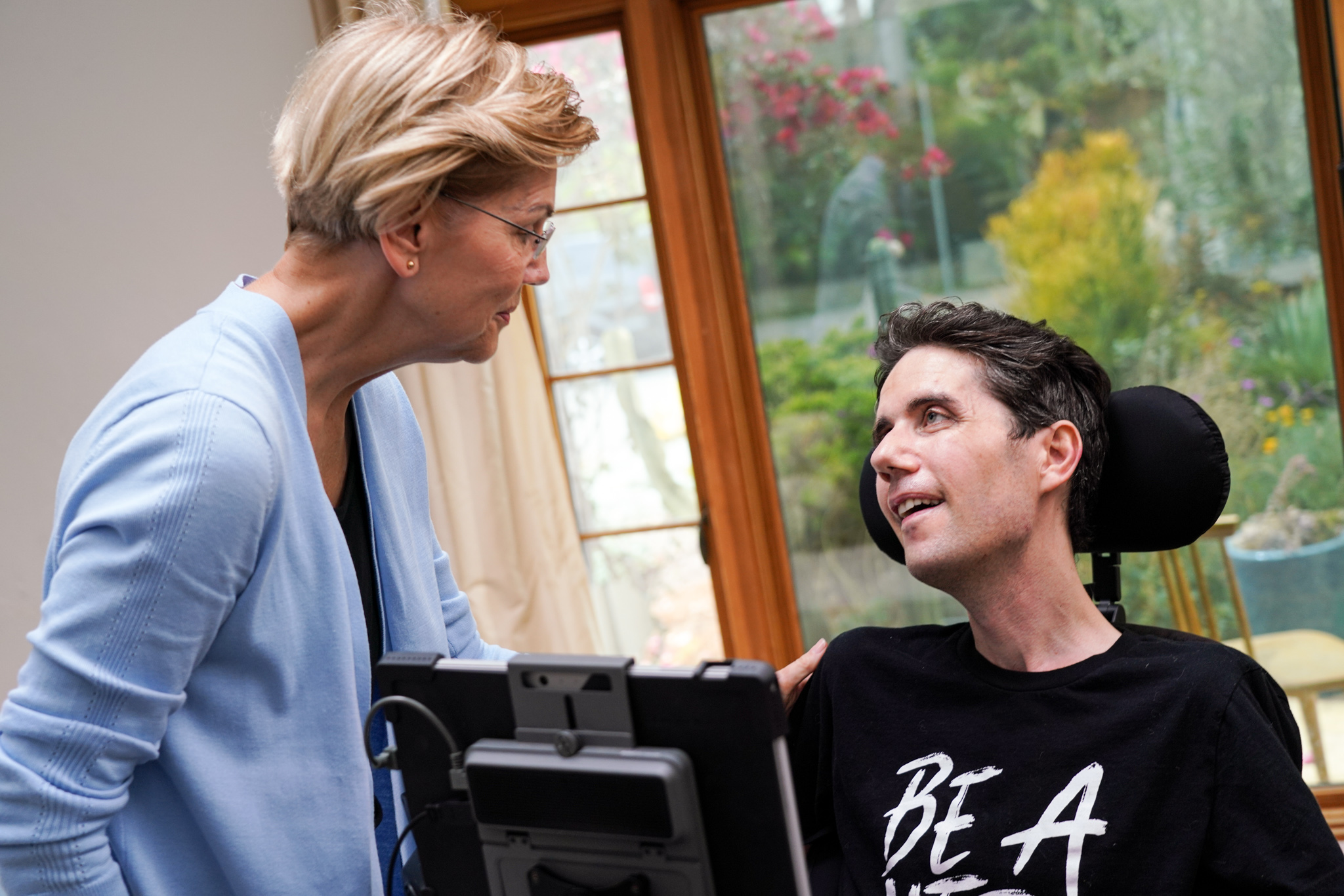
Баркан із сенатором Елізабет Воррен у 2019 році

У грудні 2017 року Баркан поспілкувався з сенатором-республіканцем США Джеффом Флейком з Аризони щодо майбутнього голосування Флейка щодо запропонованих знижок податків, розмову, зняту на відео іншою активісткою, Ліз Джафф, коли вони подорожували по одній місцевості. політ. Баркан наполягав на Флейку щодо скорочення PAYGO для Medicare, Medicaid та соціального забезпечення, яке призвело до такого значного зниження податків, що поставило під загрозу програми, від яких невдовзі залежало його виживання через хворобу Баркана. Він благав Флейка «бути американським героєм» і проголосувати проти зниження податків, щоб гарантувати, що такі пацієнти, як Баркан, не втратять доступ, наприклад, до апарату штучної вентиляції легенів, який Баркану врешті-решт знадобиться дихати. Флейк проголосував за скорочення. Після цієї зустрічі Баркан розробив кампанію «Будь героєм», яка підтримує низку прогресивних справ і кандидатів.
Під час слухань щодо затвердження у Верховному суді Бретта Кавано у 2018 році, у співпраці з Народним альянсом штату Мен і Майнерами за підзвітне лідерство, Баркан і кампанія «Будь героєм» виступали за те, щоб сенатор-республіканець Сьюзен Коллінз від штату Мен проголосувала проти висунення; серед інших питань, Кавано виступав проти абортів, і хоча Коллінз зазначила, що вона не підтримає кандидата, який скасував би справу Роу проти Вейда, вона, однак, здавалося, що підтримає це призначення. Незначно просунувшись з іншими засобами зв'язку з Коллінзом, Баркан звернувся до збору коштів. Зусилля шукали пожертви в розмірі 20,20 доларів США, щоб підтримати претендента від Демократичної партії на переобрання Коллінза у 2020 році, якщо Коллінз підтримає Кавано; Баркан використовував платформу Crowdpac для збору внесків, які були б повернуті донорам, якби Коллінз проголосував проти висунення Кавано. Зрештою вона проголосувала за підтвердження, і кампанія зібрала 4 мільйони доларів від понад 100 000 донорів для фінансування претендента 2020 року Сари Гідеон. Згодом Гідеон зазнав поразки від Коллінза.

У квітні 2019 року Баркан свідчив перед Комітетом Палати представників Сполучених Штатів з правил на користь Medicare for All на перших в історії слуханнях Конгресу з цього питання. Баркан, у якого був АЛС, використовував доповнювальну та альтернативну комунікацію, щоб свідчити в Палаті представників про те, чому, на його думку, Америці потрібна медична допомога з єдиним платником.

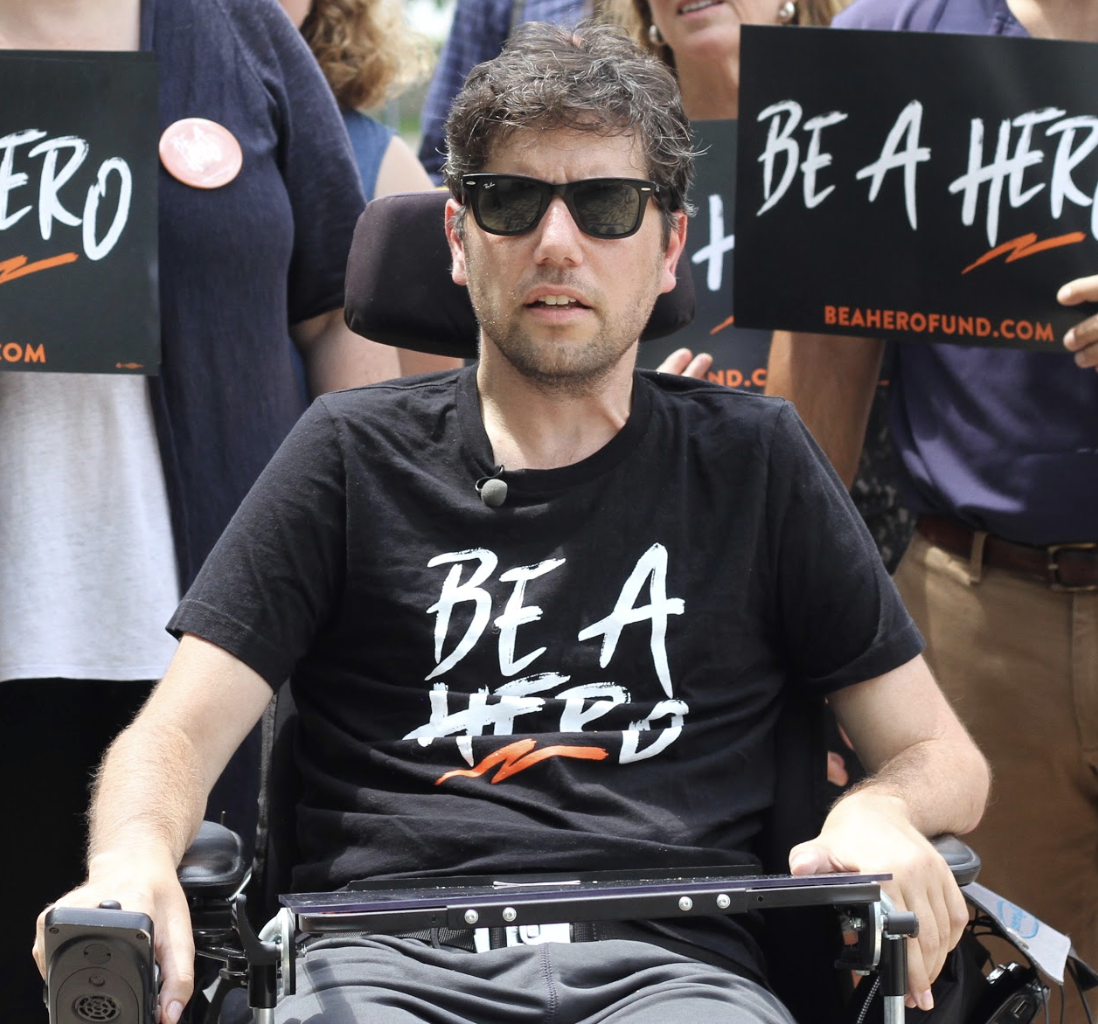
Баркан у серпні 2019 року

Баркан також був національним співголовою Health Care Voter. Баркан був названий одним із 50 найкращих політичних мислителів у 2016 році за версією Politico, а у 2018 році він був включений до 50 найвпливовіших американських євреїв за версією Forward. Під час дебатів у липні 2019 року Елізабет Воррен згадала боротьбу Баркана як приклад невідповідності приватного страхування. У серпні 2019 року Баркан провів перше інтерв'ю з кандидатом у президенти. Він поспілкувався з Корі Букером і обговорив плани Букера щодо реформи охорони здоров'я. Під час інтерв'ю вони також обговорювали, як Букеру було спостерігати, як його батько, який помер від хвороби Паркінсона, захворів і помер.
Книгу Баркана "Eyes to the Wind: A Memoir of Love and Death, Hope and Resistance " було опубліковано у вересні 2019 року у видавництві Atria Books. Книгу написали Елізабет Уоррен і Берні Сандерс і містить передмову Александрії Окасіо-Кортес.
Під час другого дня національного з'їзду Демократичної партії 2020 року 18 серпня 2020 року Баркан виступив із промовою на підтримку президентської кампанії Джо Байдена 2020 року.
У документальному фільмі 2021 року «Не йде тихо» розповідається про активність Баркана після його діагностики. The New York Times назвала його «теплим і щедрим портретом».
У квітні 2022 року в рамках кампанії гуманітарної благодійної організації Oxfam з розв'язання проблем акціонерів, спрямованої на те, щоб змусити трьох гігантських виробників вакцин проти COVID-19 зробити їхні вакцини доступнішими в усьому світі, Баркан звернувся до ради директорів Pfizer у попередньо записаному повідомленні.
У вересні 2023 року Баркан був відзначений нагородою «Свобода від потреб» від Інституту Рузвельта, однієї зі щорічних премій «Чотири свободи», «за його невибагливу роботу в боротьбі за свободу від економічної потреби та за більш справедливу систему охорони здоров'я в Сполучені Штати».

## Особисте життя і смерть
Баркан був одружений на Рейчел Кінг, професорці англійської мови. У Кінга та Баркана, які познайомилися ще студентами Колумбійського університету, було двоє дітей: син 2016 року народження та донька 2019 року народження Вони жили в Санта-Барбарі, Каліфорнія. Він був членом Демократичних соціалістів Америки.
Баркан помер від ускладнень БАС у лікарні Санта-Барбара Котедж 1 листопада 2023 року у віці 39 років.